# My First First Love
My First First Love (첫사랑은 처음이라서?, Cheotsarang-eun cheo-eum-iraseoLR, lett. "Il Mio Primo Primo Amore") è un drama coreano trasmesso su Netflix dal 18 aprile al 26 luglio 2019. Si tratta di un remake del drama del 2015 Cheo-eum-iraseo, prodotto dal canale OnStyle e anch'esso ideato da Jung Hyun-jung.

## Personaggi
- Yoon Tae-oh, interpretato da Ji Soo, doppiato da Alessandro Campaiola
- Han Song-i, interpretata da Jung Chae-yeon, doppiata da Margherita De Risi
- Hun, interpretato da Kang Tae-oh.
- Seo Do-hyun, interpretato da Jung Jin-young, doppiato da Federico Campaiola
- Oh Ga-rin, interpretata da Choi Ri, doppiata da Marta Giannini
- Choe Hoon, interpretato da Kang Tae-oh, doppiato da Federico Bebi
- Ryu Se-hyun, interpretata da Hong Ji-yoon, doppiata da Roisin Nicosia

## Episodi
| Stagione         | Episodi | Pubblicazione Corea del Sud | Pubblicazione Italia |
| ---------------- | ------- | --------------------------- | -------------------- |
| Prima stagione   | 8       | 2019                        | 2019                 |
| Seconda stagione | 8       | 2019                        | 2019                 |

## Produzione
La serie è pre-prodotta; le riprese sono iniziate a settembre 2018 e si sono concluse a gennaio 2019.